# DBS Bank
DBS Bank Limited, spesso conosciuta come DBS, è una multinazionale di servizi bancari e finanziari di Singapore con sede presso il Marina Bay Financial Center di Singapore. La banca era precedentemente conosciuta come The Development Bank of Singapore Limited, da cui deriva "DBS", prima che l'attuale nome abbreviato fosse adottato il 21 luglio 2003 per riflettere il suo ruolo di banca globale.  È una delle "tre grandi" banche di Singapore, insieme alla OCBC Bank e alla United Overseas Bank (UOB).
Quotata dal 2018 alla Borsa di Singapore.

## Storia
La banca è stata fondata dal governo di Singapore il 16 luglio 1968 per rilevare le attività di finanziamento industriale dell'Economic Development Board. Oggi le sue oltre 150 filiali si trovano in tutto il Paese. DBS è la più grande banca del Sud-Est asiatico per asset e tra le più grandi banche dell'Asia, con un totale di asset di circa 501 miliardi di dollari USA al 31 dicembre 2019. Detiene inoltre posizioni dominanti sul mercato nei settori consumer banking, tesoreria e mercati, gestione patrimoniale, intermediazione di titoli, raccolta di fondi azionari e di debito in altre regioni oltre a Singapore, tra cui Cina, Hong Kong, Taiwan, Indonesia e Corea del Sud.
Il 16 novembre 1998 ha rilevato S $ 1,6 miliardi POSBank (precedentemente nota come Post Office Savings Bank), la più antica banca di Singapore fondata nel gennaio 1877 presso l'edificio dell'ufficio postale generale a Raffles Place dal governo degli Straits Settlements.
 Nel 1976, la POSB contava un milione di depositanti, mentre i depositi superavano la soglia del miliardo di dollari di Singapore. La banca fu poi ribattezzata POSBank nel 1990, prima di essere acquisita da DBS con una quota di mercato dominante con oltre quattro milioni di clienti.  POSB Bank gestisce ancora uno dei più alti numeri di filiali bancarie a Singapore, soprattutto nel cuore della città, e gestisce il maggior numero di sportelli bancomat in tutto il paese. L'integrazione di entrambe le banche ha consentito ai clienti dei due istituti di condividere le strutture: i depositanti di DBS Bank possono utilizzare il bancomat installato su tutta l'isola nelle filiali di POSBank, allo stesso modo avviene per i depositanti di POSB Bank.
L'azionista di controllo di DBS è Temasek Holdings, il secondo fondo sovrano di Singapore dopo GIC.Al 31 marzo 2023, Temasek possiede il 29% delle azioni DBS. L'affidabile posizione patrimoniale della banca ha ottenuto rating di credito "AA−" e "Aa1" da Standard & Poor's e Moody's, che sono tra i più alti nella regione Asia-Pacifico, oltre a guadagnare il titolo di "la banca più sicura in Asia" per sei anni consecutivi, dal 2009 al 2015. La banca è stata anche premiata come migliore banca digitale al mondo nel 2016 da Euromoney. Nel luglio 2019, DBS è diventata la prima banca al mondo a detenere contemporaneamente tre dei più prestigiosi riconoscimenti bancari globali da Euromoney, Global Finance e The Banker.
Nel novembre 2013, DBS ha venduto il 9,9% della Banca delle Isole Filippine per 850 milioni di dollari ai fondi Ayala Corporation e al governo di Singapore Investment Corporation. Nel marzo 2014, Société Générale ha ceduto la sua filiale di private banking in Asia a DBS Bank per 158 milioni di dollari.
DBS è stata quotata nel Dow Jones Sustainability Asia Pacific Index dal 2 ottobre 2018, diventando così la prima banca nel sud-est asiatico a farlo. DBS è stata una delle prime società a Singapore ad essere riconosciuta per gli sforzi in materia di uguaglianza di genere insieme a City Developments Limited nel primo Bloomberg LP Gender-Equality Index (GEI) pubblicato nel 2018. Con operazioni in 17 mercati, la banca dispone di una rete regionale che comprende oltre 300 filiali e oltre 1.250 sportelli bancomat in 50 città all'estero.
Nel gennaio 2022, DBS ha acquisito per 700 milioni di dollari le attività bancarie al dettaglio di Citigroup a Taiwan con 3.500 dipendenti.